# XIX Congrés Mundial de Carilló
El XIX Congrés Mundial de Carilló va ser una trobada internacional de carillonistes i de persones vinculades al món del carilló que va tenir lloc a Barcelona entre els dies 1 i 5 de juliol del 2017. Posteriorment, del 6 al 8 del mateix mes, es va fer un postcongrés en altres localitats catalanes, com Tarragona, les Terres de Lleida i Montserrat.
Durant aquells dies uns 200 congressistes d'arreu del món van visitar Catalunya, participant en les diverses activitats organitzades a l'entorn del carilló. El concert inaugural es va fer al Palau de la Generalitat. També es van organitzar audicions de carilló, amb instruments mòbils situats al Passeig Joan de Borbó, el Parc de la Ciutadella, l'Avinguda de la Catedral i Pla de la Seu (on es va estrenar una obra d'encàrrec de Marc Timón) de la capital catalana, amb l'objectiu donar a conèixer l'instrument a la població. A més, es van fer dos grans concerts, a L'Auditori de Barcelona (amb tres obres d'estrena, d'Oriol Cruixent, Jordi Nus i Albert Guinovart, al costat de la Banda Municipal de Barcelona) i la Basílica de la Sagrada Família (amb l'estrena d'una composició de Martí Carreras escrita expressament per a l'ocasió, acompanyada per la Simfònica Julià Carbonell de les Terres de Lleida), respectivament.
Després del congrés de Barcelona, les activitats van continuar els dies següents en altres punts de Catalunya. Així, es van fer concerts a la Catedral de Tarragona (6 de juliol), al Monestir de les Avellanes, a Os de Balaguer (7 de juliol); i al Monestir de Montserrat (8 de juliol).